# Richard Basehart
Richard Basehart (Zanesville, Ohio, USA, 1914. augusztus 31. – Los Angeles, Kalifornia, 1984. szeptember 17.) amerikai színész.

## Életpályája
1960-ban csillagot kapott a Hollywood Walk of Fame-en.
Kitűnő jellemszínész volt. 1964–1968 között Nelson admirálist alakította a Voyage to the Bottom of the Sea című sorozatban. Az 1970-es években olyan filmekben tűnt fel, mint például a Chato földje (1972), a Columbo (1972) és a San Francisco utcáin (1976).

## Magánélete
1940–1950 között Stephanie Klein volt a felesége. 1951–1960 között Valentina Cortese (1923-2019) olasz színésznő volt a párja. 1962–1984 között Diana Lotery-vel élt házasságban. Egy hónappal a halála előtt, Basehart bemondó volt Los Angelesben, az 1984. évi nyári olimpiai játékok záró ünnepségén. Basehart 70 éves korában hunyt el többszörös agyvérzés következtében. Sírja a Westwood Village Memorial Park nevű temetőben található, Los Angelesben.

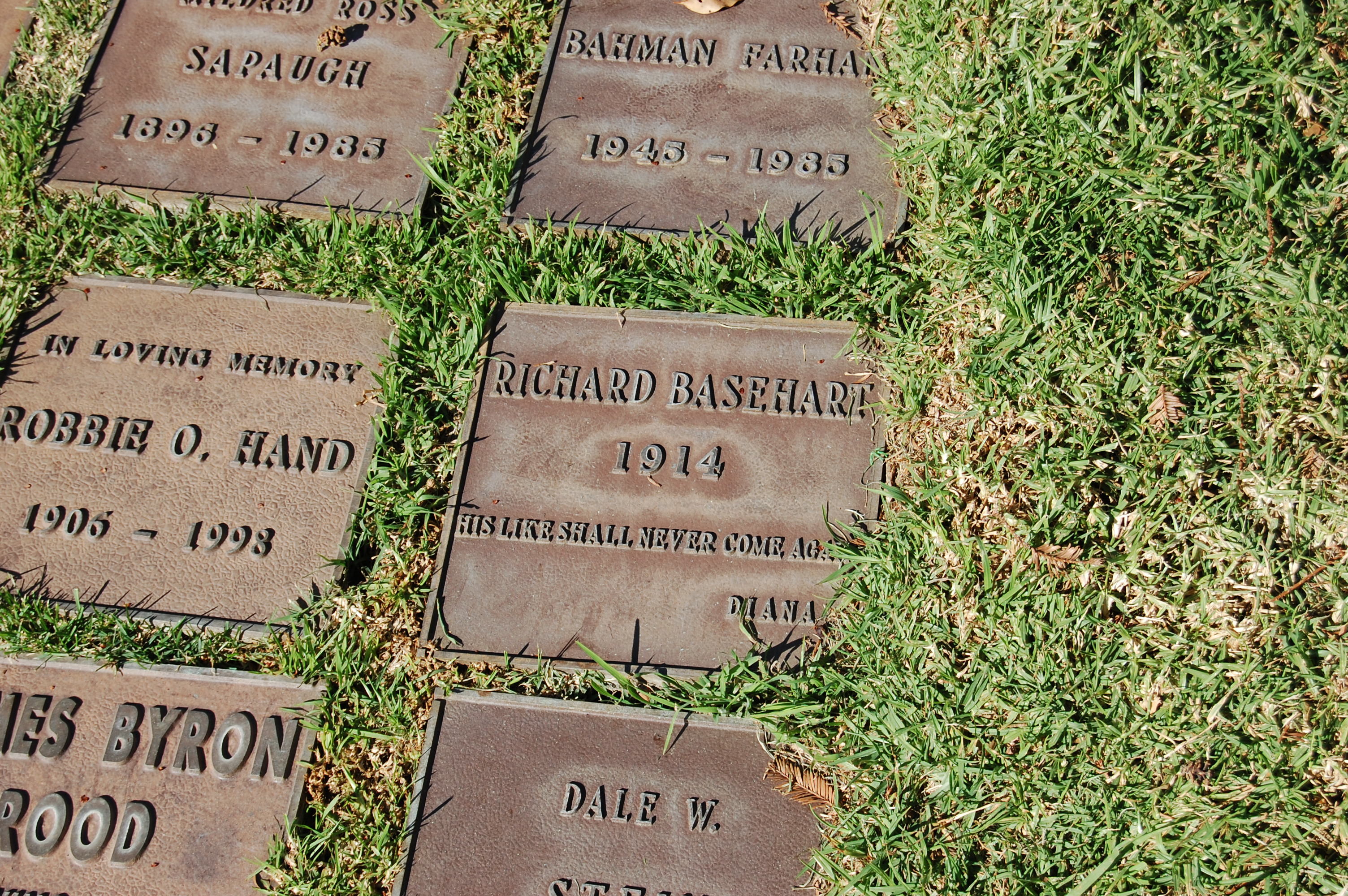
Richard Basehart sírja

## Filmjei
- Éjszakai vándor (1948)
- Titanic (1953)
- Országúton (1954)
- Cartouche kalandjai (1954)
- Szélhámosok (1955)
- Moby Dick (1956)
- Playhouse 90 (1957–1960)
- A Karamazov testvérek (1958)
- A nagyravágyó asszony (1959)
- Jovanka és a többiek (1960)
- The Alfred Hitchcock Hour (1962–1963)
- Hitler (1962)
- A Nap királyai (1963)
- Négy novemberi nap (1964)
- Voyage to the Bottom of the Sea (1964–1968)
- Pokoli találmány (1965)
- Egy férfi, aki tetszik nekem (1969)
- Város a tenger alatt (1971)
- Chato földje (1972)
- Düh (1972)
- Columbo (1972)
- Hawaii Five-0 (1973)
- San Francisco utcáin (1976)
- A farm, ahol élünk (1976)
- Dr. Moreau szigete (1977)
- Isten hozta, Mister! (1979)
- Szerelemhajó (1981)
- Knight Rider (1982–1986)
- Meghökkentő mesék VI. (1983)

## Fordítás
- Ez a szócikk részben vagy egészben  a   Richard Basehart című angol Wikipédia-szócikk fordításán alapul.  Az eredeti cikk szerkesztőit annak laptörténete sorolja fel. Ez a jelzés csupán a megfogalmazás eredetét és a szerzői jogokat jelzi, nem szolgál a cikkben szereplő információk forrásmegjelöléseként.